# Cubocephalus laticeps
Cubocephalus laticeps là một loài tò vò trong họ Ichneumonidae.